# Choneziphius
Il conezifio (gen. Choneziphius) è un cetaceo estinto, appartenente agli zifiidi. Visse tra il Miocene superiore e il Pliocene medio (circa 7 - 3,5 milioni di anni fa) e i suoi resti fossili sono stati ritrovati in Europa e (forse) in Nordamerica.

## Descrizione
Questo cetaceo odontoceto era di grosse dimensioni, e il solo cranio superava i 70 centimetri di lunghezza. Il cranio era molto asimmetrico, con un rostro piuttosto corto e massiccio, leggermente rigonfio nella parte mediana, in particolare sulla sinistra. Una cartilagine mesorostrale separava le fosse nasali in due cavità diseguali. Choneziphius era inoltre caratterizzato dalla conservazione di alveoli dentari sulle ossa premascellari.

## Classificazione

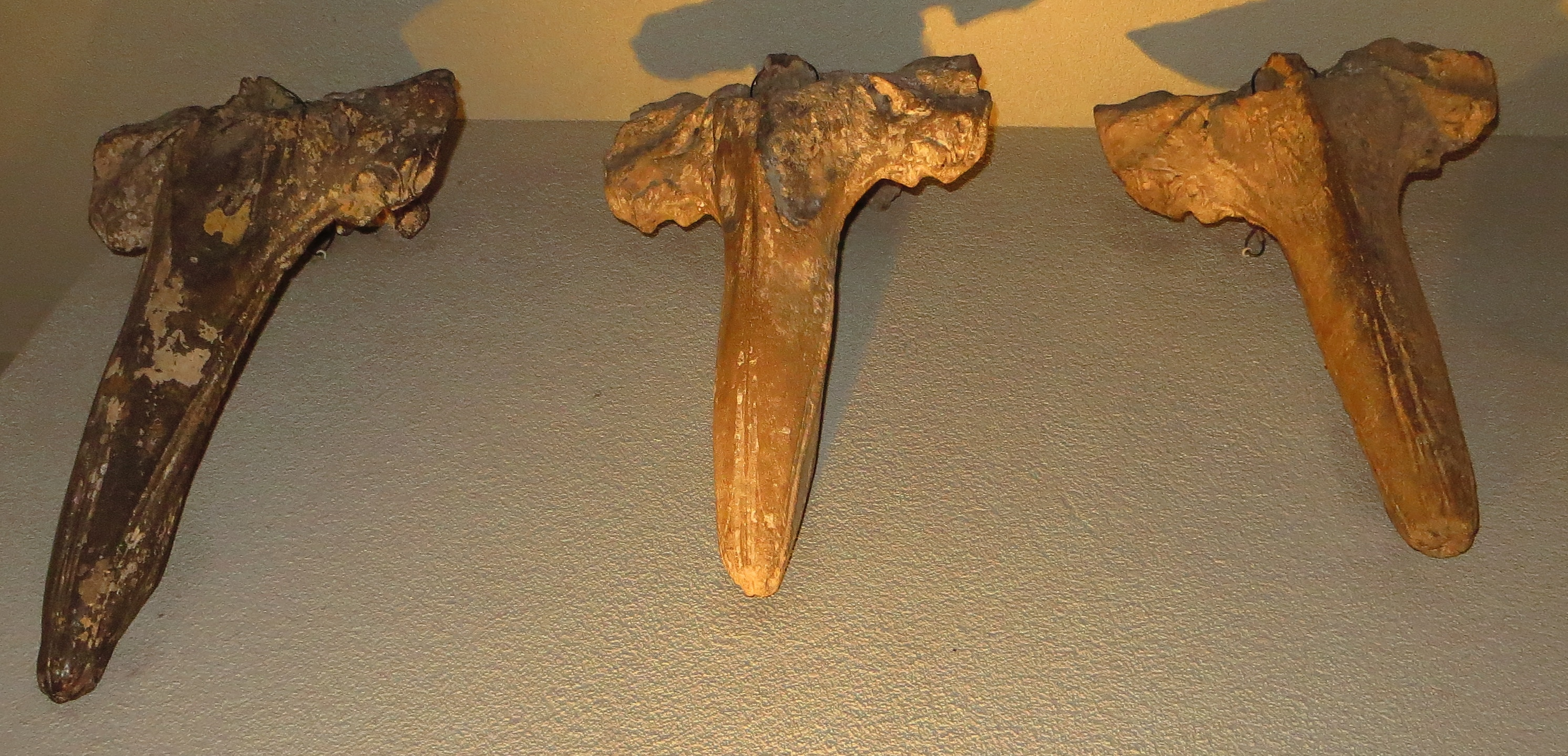
Crani di Choneziphius planirostris

Choneziphius è considerato un rappresentante arcaico della famiglia degli zifiidi (Ziphiidae), comprendenti le attuali balene dal becco (gen. Ziphius). Il genere Choneziphius venne istituito da Duvernoy nel 1851, per accogliere una specie di cetaceo estinta, descritta precedentemente da Georges Cuvier nel 1824 con il nome di Ziphius planirostris. La specie tipo, Choneziphius planirostris, è nota soprattutto per alcuni crani parziali rinvenuti nella zona di Anversa (Belgio), nei Paesi Bassi e in Inghilterra meridionale. 
Al genere Choneziphius sono state attribuite anche le specie nordamericane C. chonops, C. trachops, C. liops e C. macrops, descritte da Joseph Leidy nella seconda metà dell'Ottocento e basate su resti molto incompleti di rostri isolati. La specie C. packardi, nota per fossili rinvenuti in Inghilterra, è forse identica a C. planirostris; nel 2013 è stata descritta un'altra specie europea, C. leidyi, i cui resti fossili sono stati rinvenuti sul fondale oceanico al largo della Spagna, caratterizzata da un rostro più lungo e appuntito di C. planirostris.